# Sphinia fratris
Sphinia fratris är en insektsart som beskrevs av Burckhardt och Ouvrard 2001. Sphinia fratris ingår i släktet Sphinia och familjen rundbladloppor. Inga underarter finns listade i Catalogue of Life.